# Нагибин, Александр Владимирович
Александр Владимирович Нагибин (21 января 1965, Чита) — советский и российский футболист, защитник, полузащитник, судья, функционер.

## Биография
В 1973 году начал заниматься футболом в ДЮСШ Читы, первый тренер — Олег Павлович Семёнов. Принимал участие в турнирах на первенство города, чемпионате области, первенстве Забайкальской железной дороги, турнирах на приз «Кожаный мяч».
В 22-летнем возрасте дебютировал в 1987 году в команде второй лиги «Локомотив» Чита, в которой провёл всю профессиональную карьеру — 11 сезонов — 333 матча, 21 гол.
Окончил факультет физического воспитания Читинского государственного педагогического университета (1990).
С 1999 года в течение семи сезонов работал футбольным судьёй. Судья республиканской категории.
В 2006—2008 годах работал генеральным директором клуба «Чита», созданного на базе «Локомотива». В 2009—2010 годах — заместитель генерального директора. С 2010 по январь 2016 — начальник команды.

## Семья
Жена — Марина Владимировна. Сыновья: Иван (род. 1986) — футболист, и Александр. Дочери: Виктория, Виктория.